# Zingraff
Hans Dieter Zingraff (Karlsruhe, 1947) es un pintor del constructivismo alemán.

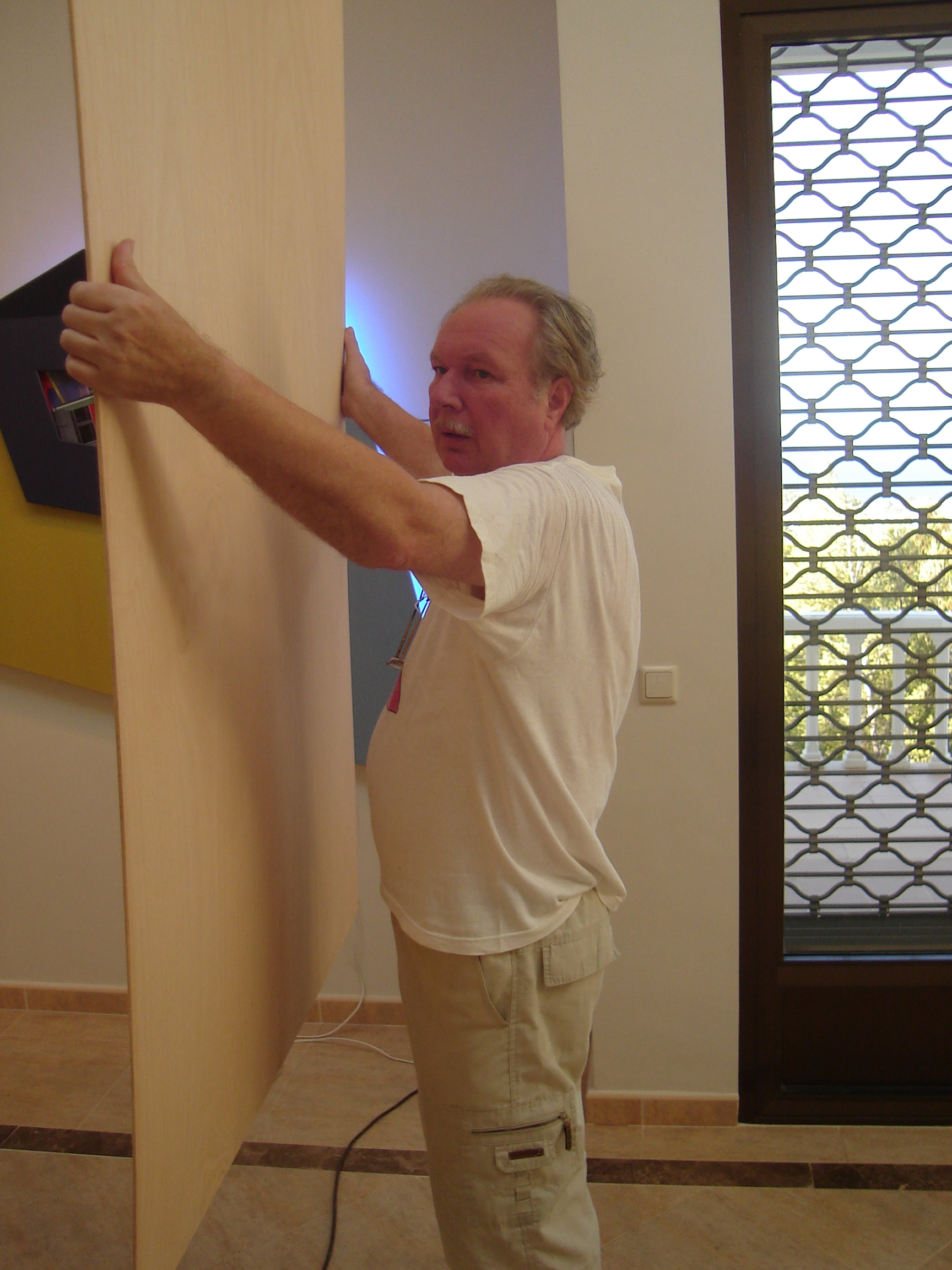

## Vida y obra

### Años de estudio y aprendizaje
Hans-Dieter Zingraff, nacido en Karlsruhe en 1947, hijo del propietario de una empresa de revisiones electrotécnicas, tuvo que estudiar ingeniería por deseo de sus padres. Pero el joven, a quien ya fascinaba el arte. Aquí muestra ya Zingraff un temprano interés por la percepción, el trampantojo (Trompe-l’oeil), la confusión creada mediante efectos ópticos originados por dibujos de espacios imaginarios.

### Los años 70
Desde 1972 vive en Denia, Provincia de Alicante, en España. Durante los primeros años en España compone un gran número de obras surrealistas, de crítica social, que recuerdan en parte a los collages dadaístas de Kurt Schwitters. En 1984 los cuadros adquieren relieve por primera vez debido a chapas y listones de madera pegados, mientras que, por el contrario, lo que parecen ser fotos pegadas están en realidad pintadas.

### Los años 80
Entre 1983 y 1985 Zingraff da un paso importante para situarse dentro de la escena artística española del momento. A pesar de ser nuevo en este “selecto” círculo, el jurado del 50.º Salón de Otoño (Asociación Española de Pintores y Escultores) decide exponer una obra del artista alemán, que participa por primera vez en dicho Salón en 1983.

### El constructivismo de Zingraff
A partir de mediados de los ochenta trabaja limitándose a motivos sin acción, sin simbolismo, sin alegorías, con el claro objetivo de analizar las posibilidades pictóricas de representar los aspectos corporales y espaciales. Para ello se concentra en un orden formal y cromático, en la intersección de espacios, en la composición de conjunto. En 1999 da un paso decisivo para el desarrollo de su estilo. Como una lógica consecuencia de la intensiva búsqueda artística, sus composiciones se alejan claramente de la superficie del cuadro y, finalmente, también del formato habitual. La profundidad, el volumen y la iluminación dejan de ser puras ilusiones ópticas y se transforman en realidades palpables. A pesar de muchas exposiciones en todo el mundo Zingraff sigue trabajando.En los últimos años se pudo ver sus obras en ciudades como Nueva York, Lima (Perú), Madrid, Berlín, Karlsruhe  y El  Cairo.

## Premios y distinciones
- Primer Premio 1981 en el Concurso „ Minicuadro“, Elda (Alicante
- Tercera Medalla en el 51. Salón de Otoño, Asociación Española de Pintores y Escultores, en el Centro Cultural de la Villa de Madrid.
- Distinción Consejo Superior de Deportes, Barcelona, 1986
- Segunda Medalla en el 52. Salón de Otoño, en Madrid
- Premio “Galerías Preciados”, 23. Exposición de San Isidro, Madrid.
- Medalla de la OMJET (El Cairo)
- Artes Plásticas – Convocatoria 2005, Diputación Alicante
- Artes Plásticas – Convocatoria 2006, Diputación Alicante
- Distinción, Ministery of culture, Sector of fineart, Museum of egyptian modern art, El Cairo Egypt.

## Obras en museos y galerías
Fundación “ Camilo José Cela “, Iria Flavia, Padrón ( La Coruña )
Museo Popular de Arte Contemporáneo de Villafamés.
Museo de Arte Contemporáneo de Elche.
Museo de Guinea Ecuatorial
Museo del OMJET , Túnez.
Pinacoteca de la Caja de Ahorros Provincial de Alicante.
Museo de la Rioja, Logroño.
Museo del Constructivismo Español, Marbella
Museo del Grabado Español Contemporáneo, Marbella
Pinacoteca de la OMJET, El Cairo.
Exma. Diputación Provincial de Alicante
Collection “Mohsen Shaalan”, El Cairo, Egypto

## Obras (selección)

### Obras en museos
- Fundación “ Camilo José Cela “, Iria Flavia, Padrón ( La Coruña )
- Museo Popular de Arte Contemporáneo de Villafamés.
- Museo de Arte Contemporáneo de Elche.
- Museo de Guinea Ecuatorial
- Museo del OMJET , Túnez.
- Pinacoteca de la Caja de Ahorros Provincial de Alicante.
- Museo de la Rioja, Logroño.
- Museo del Constructivismo Español, Marbella
- Museo del Grabado Español Contemporáneo, Marbella
- Pinacoteca de la OMJET, El Cairo.
- Exma. Diputación Provincial de Alicante
- Collection “Mohsen Shaalan”, El Cairo, Egypto

### Exposiciones individuales y ferias Internacionales (selección)
- 1990: Galería Quorum, Madrid; Galería Sureste, Granada
- 1991: Galería Palau, Valencia (también 1998, 2003, 2006 y 2009)
- 1992: Galería del Coleccionista, Madrid
- 1995: Galería „Henry“, Pau (Frankreich)
- 2001: Galería Alahdros, Ibiza; Galerie Atlantica, La Coruña, Galizien
- 2003: Galería Pilar Mulet, Madrid
- 2005: Diputación Provincial de Alicante; Museo de Bellas Artes Gravina
- 2006: Castillo Porto d Mos, Portugal, Galería Palais Munck, Karlsruhe, Casa de Cultura, Calpe
- 2007: Instituto Egipto, Madrid, Galería Carmen Carrión, Santander, Centro de Arte Atlantica, La Coruña
- 2008: Gezira Art Center, El Cairo; Center of Creativity, Alexandria,; Fiart, Valencia, Museo de la provincia de Cáceres
- 2009: Castillo Santa Bárbara, Alicante; Art Karlsruhe, One man show, Karlsruhe

### Exposiciones colectivas y concursos (selección)
- 1990: 1. Biennal de Almería
- 1991: Centro Cultural „Conde Duque“, Homenaje del ayuntamiento de Madrid a Camilo José Cela
- 1992: X. Bienal Internacional del Deporte en las Bellas Artes, Barcelona
- 1998: XVII Certamen de Pintura, „Eusebio Sempere“, Art a l`Hotel, Valencia, Galería Palais Munck, Karlsruhe.
- 2001: Casa Vieira Guimaráes, Tomar, Cidade Templária, Portugal
- 2002: MAI, Salamanca, capital europea de cultura
- 2003: Viaje de Papel (Para Cuba-dos), Universitat Politécnica de Valencia, Musée Art & Culture de Lescar, Lescar, Francia
- 2004: Museo Cantanhede, Exposición Quorum,
- 2005: Grupo M.A.I., Galerie des Arénes, Bayonne, Francia, pintores del mediterráneo, MUBAG, Diputación de Alicante, Museo Nacional, Lima, Perú, Museo Lladro, Nueva York, 57th Street, Galerie&Edition René Steiner, Erlach, Suiza
- 2008: Colores y formas, Museo la Rioja, Logroño
- 2009: Galería „La Caja China“, Sevilla, Castillo Santa Bárbara, Alicante